# Minidicionário Ediouro da Língua Portuguesa
O Minidicionário Ediouro da Língua Portuguesa é um minidicionário da Língua Portuguesa lançado pela editora Ediouro e escrito por Sérgio Sérgio Ximenes. Possui cerca de 35 mil verbetes, que apresentam divisão silábica e etimologia, além de ter uma grande abrangência lexical e apêndice gramatical.
Segundo o próprio autor em entrevista, a obra já vendeu mais de cinco milhões de exemplares. Ximenes é também autor de outros dicionários como o “Vocabulário de Rimas” e Meu Primeiro Dicionário da Língua Portuguesa.

## Conteúdo

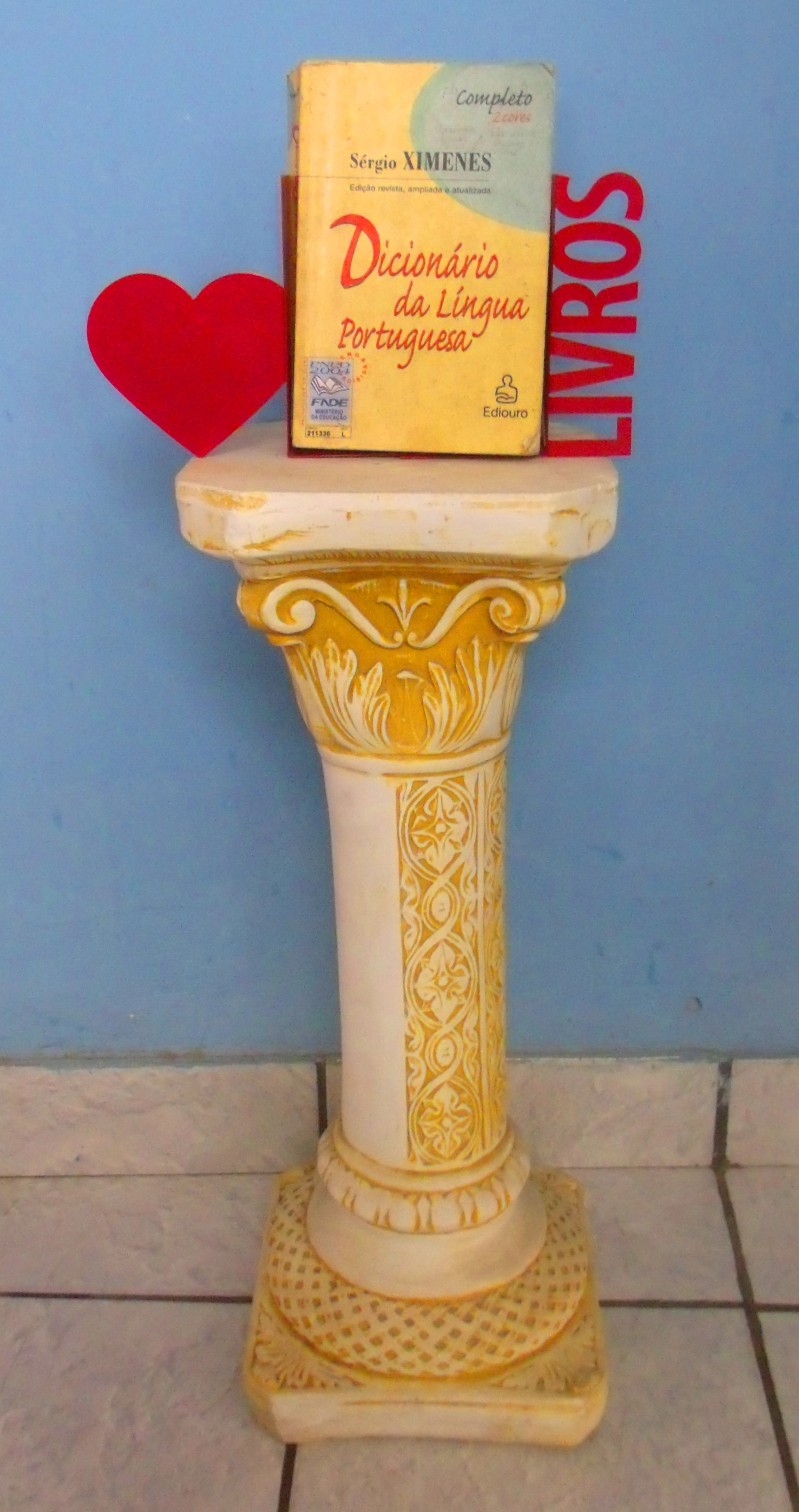
Dicionário da Língua Portuguesa, uma das obras do mesmo autor.

Além da divisão silábica em todas as palavras que encabeçam verbetes e em todos os vocábulos agrupados, dirimindo dúvidas sem a necessidade de consulta as regras, o minidicionário apresenta:
- Facilidade de acesso ao significado desejado, devido ao uso de números que distinguem as várias acepções das palavras (por exemplo: a.má.vel adj. 1. Digno de ser amado. 2. Atencioso, gentil.).
- Chaves de pronúncia das palavras estrangeiras e de outras, portuguesas, que poderiam gerar dúvida neste particular (por exemplo: hardware (rárduer); a.ne.xim [ch]).
- Exemplos que esclarecem determinado significado de uma palavra (por exemplo: vei.a sf. … 2. Fig. Tendência, vocação. → Veia humorística.).
- Neologismos (palavras incorporadas recentemente ao idioma) definidos com precisão, muitos deles aparecendo pela primeira vez num minidicionário (por exemplo: teletrabalho, auto-ajuda, videoconferência).
- Vocábulos derivados da palavra que encabeça o verbete, ou relacionados a ela, que aparecem agrupados no final do verbete por terem significado facilmente dedutível a partir das acepções dessa palavra-base (por exemplo: va.po.ri.zar vt. … → va.po.ri.za.ção sf.; va.po.ri.za.do adj.; va.po.ri.za.dor adj. e sm.).

Além desses aspectos, o leitor encontrará ainda várias informações úteis nos apêndices, como abreviaturas, siglas, coletivos, adjetivos pátrios, unidades monetárias de todos os países do mundo, e muito mais.

## Modelo
O Minidicionário Ediouro tem nos verbetes duas cores; são elas rosa e preto. Veja abaixo um exemplo de verbete com o modelo presente no minidicionário:
sín.dro.me sf. Patol. Conjunto de sintomas e sinais que caracterizam um estado mórbido, o qual pode ser produzido por várias causas. → A Aids é uma síndrome. ♦ Síndrome de abstinência Conjunto de efeitos colaterais (dores físicas, vômitos, intenso desejo de retomada do hábito, etc.) causados pela súbita interrupção do consumo de uma droga da qual a pessoa é dependente. Síndrome de Deficiência Imunológica Adquirida Aids. Síndrome de Down Doença congênita comum em crianças nascidas de mães idosas, que é caracterizada por deficiência mental e traços fisionômicos distintos, como olhos oblíquos e apertados, crânio e face achatados, etc.